# Макарова Галина Климентіївна
Галина Климентіївна Макарова, при народженні Агата Чехович (27 грудня 1919, Старобін — 28 вересня 1993) — радянська І білоруська акторка театру та кіно. Народна артистка Білоруської РСР (1967). Народна артистка СРСР (1980).

## Біографія
Народилася в сім'ї офіцера російської імператорської армії Климентія Чеховича. В Першу світову війну батько служив в імператорській ставці, в сім'ї зберігався срібний піднос і чайний сервіз, подарований імператором. Не прийнявши радянську владу, Чехович воював в армії Денікіна, дійшов до Криму, але не емігрував, а повернувся в Старобін, де залишалася дружина з дітьми. Його батько, священник на парафії в Старобіні, вигнав сина з дому, коли той кинув першу сім'ю заради молодшої на 24 роки служниці.
Климентія Чеховича заарештували, рік просидів у в'язниці. Родині довелося знищити всі документи, що зв'язують їх з іменем батька. У новому паспорті Агати рік народження був вказаний неправильно. Пізніше вона самостійно вирахувала, що народилася в 1916 році.
У 16 років Агата переїжджає в Мінськ. Працює хатньою робітницею, санітаркою. Трохи пізніше вступає в студію Першого Білоруського драматичного театру. Під час навчання в студії акторка бере псевдонім Галина і змінює прізвище репресованого батька Чехович, на прізвище матері — Опанащик. У цей же час захоплюється екстремальними видами спорту, кінним спортом, метанням списа, вишиванням. В 1937 році стає чемпіонкою республіки з мотокросу.
Закінчила студію Першого Білоруського драматичного театру в 1938 році, в цьому ж році прийнята в його трупу.
У 1939 році одружилася з Іваном Макаровим і взяла його прізвище. Переїжджає з ним у Москву, потім в евакуацію в Карелію. У 1944 році розлучається з чоловіком і повертається в Мінськ.
Перший успіх у театрі здобула в 1954 р., популярність їй принесла роль Марії Кирилівни у виставі «Вибачте, будь ласка!» по п'єсі А. Макайонка. Після цього у п'єсах Макайонка Галина Климентіївна почала грати дуже часто, деякі ролі драматург писав спеціально для неї.
Зніматися в кіно акторка почала з 1958 року. Її першою зоряною роллю в кіно стала роль Олександри Матвіївни Громової у фільмі Сергія Мікаеляна «Вдови» в 1976 році.
Знялася в кількох українських кінострічках.

## Вибрана фільмографія
- «Щастя треба берегти» (1958, дружина Шандибовича)
- «Альпійська балада» (1965)
- «Руїни стріляють…» (1970—1972, епізод)
- «Полонез Огінського» (1971)
- «Ось і літо пройшло...» (1972, бабуся Наташа, мама Галини, бабуся Тьоми)
- «Дід Овсій і Палашка» (1974)
- «Сергєєв шукає Сергєєва» (1974, пасажирка з Мурманська)
- «Вдови» (1976)
- «Торішня кадриль» (1978)
- «Молода дружина» (1978, бабуся Агаша)
- «Рідна справа» (1979)
- «Задача з трьома невідомими» (1979, Надя, домробітниця професора Якобсона)
- «Час вибрав нас» (1979, Михалина)
- «Третього не дано» (1980, епізод)
- «Таємне голосування» (1980, Палажка)
- «Депутатський час» (1980, баба Нюра; Одеська кіностудія)
- «Всі гроші з гаманцем» (1981, тітка Маша)
- «Штормове попередження» (1981, Анна Макаріївна)
- «Фруза» (1981, прибиральниця Дроздова)
- «Іван» (1982)
- «Однолюби» (1982, баба Віра, дружина Максима)
- «Варварин день» (1982, свекруха)
- «Кафедра» (1982, Дарина Степанівна, домоправительниця Завалішина)
- «Побачення» (1982, мати Клавдії; кіностудія ім. О. Довженка)
- «Особисті рахунки» (1982, епізод)
- «Білі Роси» (1983)
- «Справа для справжніх чоловіків» (1983, бабуся, яка відмовляється від евакуації)
- «Взяти живим» (1983, доглядальниця в госпіталі; Одеська кіностудія)
- «Невідомий солдат» (1984)
- «Дерева на асфальті» (1984, Анна Тимофіївна)
- «Велика пригода» (1985, баба Віра)
- «Куди йдеш, солдате?» (1985, літня пасажирка)
- «Протистояння» (1985, Клавдія Єгорівна Єфремова, тітка Петрової)
- «Мамо, я живий» (1985, Казимирівна, партизанка)
- «Не ходіть, дівчата, заміж» (1985, бабуся-«Чумичка»)
- «Альпійська балада» (1985, Пелагея)
- «Береги в тумані» (1986, Авдотья Юхимівна)
- «Розмах крил» (1986, пасажирка 1-го салону № 4 (бабуся з онуком); Одеська кіностудія)
- «Десь гримить війна» (1986, бабуся; кіностудія ім. О. Довженка)
- «Літні враження про планету Z» (1986)
- «Сад бажань» (1987, бабуся)
- «Осінні сни» (1987, Анна)
- «Повістка до суду» (1988, Тетяна Матвіївна, бабуся)
- «Сім днів Надії» (1988, Нюра Кудряшова, ткаля на пенсії)
- «У зв'язку з переходом на іншу роботу» (1988, Устинья Карпівна, мати Важнова)
- «Кому на Русі жити...» (1989, баба Маня, мати Івана)
- «Сувора жінка» (1989, колгоспниця)
- «Плач перепілки» (1990, Тітчиха)

## Фільми про акторку
- Документальний фільм «Королів я не грала» 1983 рік.
- Художньо-публіцистичний фільм «Мама» 2009 рік.